# Latente warmte
In de thermodynamica beschrijft de latente warmte de hoeveelheid energie die nodig is om een stof een faseovergang te doen ondergaan bij constante temperatuur en druk. Enkele types latente warmte zijn latente smeltwarmte, latente verdampingswarmte en latente warmte bij sublimatie.
De energieverandering is over het algemeen endotherm wanneer men van vast naar vloeibaar naar gas gaat, de latente warmte is dan bijna altijd positief. In de omgekeerde richting is de verandering dan exotherm. De reden dat deze enthalpie-uitwisseling optreedt, is dat bij fase-overgangen de moleculaire bindingen gewijzigd moeten worden: in een vaste stof zijn de verbindingen sterker dan in een vloeistof, en deze bindingen zijn bijna afwezig in een gas. 
Water bijvoorbeeld kookt op 100 °C onder normale atmosferische druk. De latente verdampingswarmte van water bedraag 2257 kJ/kg. Dit is gelijk aan de hoeveelheid warmte die men aan een kilogram water moet toevoegen om het, bij een constante temperatuur van 100 °C, van vloeistof naar gas om te zetten. Wanneer dus bijvoorbeeld in de atmosfeer een watermolecuul verdampt vanaf het oppervlak van een hoeveelheid water, wordt warmte getransporteerd door de watermolecuul naar koudere lucht die meer waterdamp bevat dan zijn omgeving. Omdat energie nodig is om water in waterdamp te veranderen, is waterdamp een middel waarmee een lichaam energie kan vrijgeven. Wanneer de waterdamp terug naar vloeibare of vaste fase gaat (door condensatie of rijpen), wordt de opgeslagen energie vrijgegeven als voelbare warmte op het oppervlak waar de condensatie (of het rijpen) heeft plaatsgevonden.
De latente verdampingswarmte in het voorbeeld van het water kan bepaald worden met behulp van de Vergelijking van Clausius-Clapeyron: 
{\displaystyle {\frac {\mathrm {d} p}{\mathrm {d} T}}={\frac {\Delta H^{l\rightarrow g}}{T\Delta V^{l\rightarrow g}}}\Leftrightarrow \Delta H^{l\to g}=T\Delta V^{l\to g}{\frac {\mathrm {d} p}{\mathrm {d} T}}}
Hierin mag het verschil in enthalpie gelijk genomen worden aan de latente verdampingswarmte. Dit is zo omdat de latente verdampingswarmte bij constante druk beschouwd wordt; volgens de hoofdeigenschap van de enthalpie zijn warmtewisseling en (veralgemeende) enthalpieverandering dan aan elkaar gelijk (een gevolg van de eerste hoofdwet van de thermodynamica). 